# Règle des confessions
Dans le droit pénal des pays de common law, la règle des confessions est la règle selon laquelle une déclaration extrajudiciaire incriminante de l'accusé à une personne en autorité doit avoir été faite de manière libre et volontaire par un esprit conscient.

## Droit par pays

### Droit américain
Dans l'affaire Brown v. Mississippi de 1936, la Cour suprême des États-Unis a statué que les condamnations fondées uniquement sur des aveux forcés par la violence violent la clause d'application régulière de la loi. 

### Droit britannique
En droit anglais, une confession comprend :

« toute déclaration totalement ou partiellement défavorable à la personne qui l'a faite, qu'elle soit faite à une personne en situation d'autorité ou non et qu'elle soit faite en paroles ou autrement. »

Une confession peut être admise en preuve tant qu'elle est pertinente à toute question en litige et n'est pas exclue à la discrétion du tribunal.

#### Exclusion des preuves de la poursuite
Le tribunal doit exclure les éléments de preuve :
- si « l'admission de la preuve aurait un tel effet négatif sur l'équité de la procédure que le tribunal ne devrait pas l'admettre »[2], ou
- si la confession a été obtenue par la torture[3].

Le tribunal peut exclure des preuves :
- dans son pouvoir discrétionnaire de common law si l'effet préjudiciable de la preuve l'emporte sur la valeur probante,[6] ou bien
- En vertu de l'article 76 de la  Police and Criminal Evidence Act 1984..

En vertu de l'article 76, à la suite d'une représentation du défendeur ou d'office, la preuve produite par le ministère public ne doit pas être admise si elle a été ou a pu être obtenue :
- par l'oppression de celui qui l'a présentée ; ou
- à la suite de quoi que ce soit dit ou fait qui était susceptible, dans les circonstances existant à l'époque, de rendre non fiable tout aveu qui pourrait être fait par l'accusé en conséquence[4].

La question de savoir si des éléments de preuve ont été obtenus dans de telles circonstances sera décidée par un juge siégeant sans jury lors d'un voir-dire.
L'oppression comprend la torture, les traitements inhumains et dégradants et l'usage ou la menace de la violence. L'oppression implique nécessairement « certaines irrégularités ... activement appliquées de manière inappropriée par la police ».
Dans le second volet de la règle, un juge ne doit pas examiner si les aveux faits étaient véridiques, mais plutôt si, dans les circonstances, « ce qui a été dit ou fait, était, dans les circonstances existant au moment des aveux, susceptible d'avoir a rendu un tel aveu non fiable, qu'il soit ou non constaté par la suite, avec le recul et à la lumière de tous les éléments disponibles au procès, qu'il l'a fait ou non ». La question de savoir si une action a rendu une question non fiable est de savoir si elle est susceptible d'avoir fait avouer une personne innocente, ou même (de manière équivalente) d'avoir fait avouer une personne coupable à plus que son crime réel.
« Tout ce qui est dit ou fait » ne se limite pas aux actions de la police, mais n'inclut pas les choses dites ou faites par l'accusé. Cependant, les circonstances existant à l'époque incluent l'état mental et les capacités de l'accusé.

#### Preuve produite par un coaccusé
Le tribunal peut exclure des preuves en vertu de l'article 76A de la  Police and Criminal Evidence Act 1984.. À la suite d'une déclaration par le défendeur ou à la demande du tribunal, les preuves présentées par un coaccusé des aveux d'un accusé ne doivent être admises que si le coaccusé prouve selon la prépondérance des probabilités qu'il n'a pas été obtenu :
- par l'oppression de celui qui l'a fait ; ou
- à la suite de quoi que ce soit dit ou fait qui était susceptible, dans les circonstances existant à l'époque, de rendre non fiable tout aveu qui pourrait être fait par l'accusé en conséquence[10].

#### Déclarations faites en présence de l'accusé
Les règles de common law sur l'admission des aveux sont conservées et s'appliquent tant que la déclaration a été faite volontairement. En common law, il y a confession lorsqu'une déclaration est faite en présence de l'accusé, par une personne avec laquelle l'accusé est sur un pied d'égalité, à un moment où on devrait raisonnablement s'attendre à ce qu'il fournisse explication ou un démenti, lorsqu'on est à même de constater l'acceptation par l'accusé de cette déclaration, y compris quand celui-ci donne une explication insuffisante ou quand il y a acquiescement. Pour décider s'il soumet l'affaire au jury, le juge doit se demander :

« (1) un jury ayant reçu des directives correctes pourrait-il conclure que le défendeur a adopté la déclaration en question?
Si oui, (2) cette question est-elle suffisamment pertinente pour justifier son introduction en preuve ?
Si tel est le cas, (3) l'admission de la preuve aurait-elle un effet tellement préjudiciable sur l'équité de la procédure que le juge ne devrait pas l'admettre? »

### Droit canadien
La déclaration d'un accusé à une personne en autorité est, comme règle générale, considérée comme inadmissible en preuve à moins que la poursuite démontre de manière hors de tout doute raisonnable que l'accusé a fait la déclaration de manière volontaire.

Dans l'arrêt R. c. Hodgson, le Juge Cory résume les principes applicables à l’admission des déclarations faites par les accusés à des personnes en situation d’autorité. 
1.  La déclaration doit avoir été faite volontairement et être le produit d’un état d’esprit conscient.
2.  La règle repose sur deux concepts :  la nécessité de garantir la fiabilité de la déclaration et d’assurer l’équité en empêchant l’État de prendre des mesures de coercition inappropriées. L’aveu ne doit pas être obtenu par des menaces ou des promesses.
3. La règle s’applique lorsque l’accusé fait une déclaration à une personne en situation d’autorité. (les personnes qui participent officiellement à l’arrestation, à la détention, à l’interrogatoire ou à la poursuite de l’accusé). 
4. Lorsqu'est allégué que la personne qui a reçu la déclaration était une personne en situation d’autorité aux yeux de l’accusé, la défense doit alors signaler la question au juge du procès.  Cette façon de faire est appropriée car seul l’accusé peut savoir que la déclaration a été faite à une personne qu’il considérait comme une personne en situation d’autorité.
5. Au cours du voir‑dire qui s’ensuit, l’accusé a le fardeau de présenter des éléments de preuve démontrant l’existence d’une question en litige valide devant être examinée.  Si l’accusé s’acquitte de ce fardeau, le ministère public a ensuite le fardeau de persuasion et doit démontrer hors de tout doute raisonnable que la personne qui a reçu la déclaration n’était pas une personne en situation d’autorité ou, s’il est jugé qu’il s’agissait d’une telle personne, que la déclaration de l’accusé a été faite volontairement.
6.  Si le juge du procès est convaincu que la personne qui a reçu la déclaration n’était pas une personne en situation d’autorité, mais que la déclaration de l’accusé a été obtenue à l’aide de tactiques coercitives répréhensibles, telles la violence ou des menaces de violence crédibles, une directive doit alors être donnée au jury.  Le jury doit être avisé que, s’il conclut que la déclaration a été obtenue par coercition, il doit alors faire preuve de prudence avant de l’accepter, et qu’il faut n’accorder que peu ou pas de valeur à cette déclaration.
La déclaration de l'accusé doit être libre et volontaire, L'accusé ne doit par être sujet de menaces, promesses, conditions de détentions invivables, de ruses, de subterfuges des policiers choquant la collectivité ou de l'inconscience du détenu pour obtenir des déclarations compromettantes.

Dans R. c. Precourt, le juge du procès a attesté que: 
Même si des interrogatoires policiers irréguliers peuvent, dans certaines circonstances, porter atteinte à la règle des confessions, il est essentiel de se rappeler que les autorités policières sont incapables de mener des enquêtes sur des crimes sans interroger des personnes, que ces personnes soient ou non soupçonnées d’avoir commis le crime faisant l’objet de l’enquête. Un interrogatoire policier régulièrement mené est un outil légitime et efficace d’enquêtes criminelles. Par contre, les déclarations faites à la suite de questions intimidantes ou d’un interrogatoire oppressant et destiné à subjuguer la volonté du suspect afin de lui soutirer une confession sont inadmissibles. 
En d'autres mots, les policiers peuvent utiliser des stratégies pour obtenir des déclarations d'un accusé. Un interrogatoire efficace est une technique d'enquête légitime. Toutefois, cette liberté n'est pas sans limite et les officiers des forces policières ne doivent pas abuser de ce droit au point de faire de choquer la société. En effet, même sans menace, une situation peut être telle qu'une déclaration soit considéré non volontaire. Par exemple, si les policiers créer un environnement de peur et de torture psychologique, la déclaration du détenu sera inadmissible en preuve. Ensuite, l'accusé doit, au moment des déclarations, être en dans un état d'esprit suffisant pour faire des déclarations dites volontaires. Par exemple, on pourrait s'interroger sur le caractère volontaire d'une personne qui a les facultés affaiblies par l'utilisation récente de drogues dures.
Dans l'arrêt Singh notamment le tribunal a déclaré que: «En ce qui concerne la question du caractère volontaire, comme dans tout examen distinct effectué en vertu de l’art. 7  au sujet d’une allégation de violation du droit de garder le silence, l’accent est mis sur le comportement de la police et sur l’incidence qu’il a eu sur la capacité du suspect d’user de son libre arbitre ».

#### Personne en autorité
Dans l'arrêt R. c. Hodgson, le juge Cory de la Cour Suprême résume la notion de personne en autorité : « Cette expression vise habituellement les personnes qui participent officiellement à l’arrestation, à la détention, à l’interrogatoire ou à la poursuite de l’accusé. Elle s’applique aux personnes tels les policiers et les gardiens de prison.  Lorsque la déclaration de l’accusé est faite à un policier ou à un gardien de prison, un voir‑dire doit être tenu pour déterminer si la déclaration est admissible en tant que déclaration volontaire, sauf si l’avocat de l’accusé renonce au voir-dire. Peuvent aussi être des personnes en situation d’autorité les personnes qui, selon ce que croit raisonnablement l’accusé, agissent pour le compte de la police ou des autorités chargées des poursuites et pourraient, de ce fait, avoir quelque influence ou autorité sur les poursuites engagées contre lui.  Cette question doit être tranchée au cas par cas. Pour déterminer qui est une personne en situation d’autorité, il faut examiner la question subjectivement, du point de vue de l’accusé.  Toutefois, la croyance de l’accusé que la personne qui entend sa déclaration est une personne en situation d’autorité doit avoir un fondement raisonnable. Cette question ne se posera normalement pas dans le cas des agents doubles de la police, puisque la question doit être examinée du point de vue de l’accusé.  En ce sens, les agents doubles ne sont habituellement pas considérés par l’accusé comme des personnes en situation d’autorité ».